# 照葉林

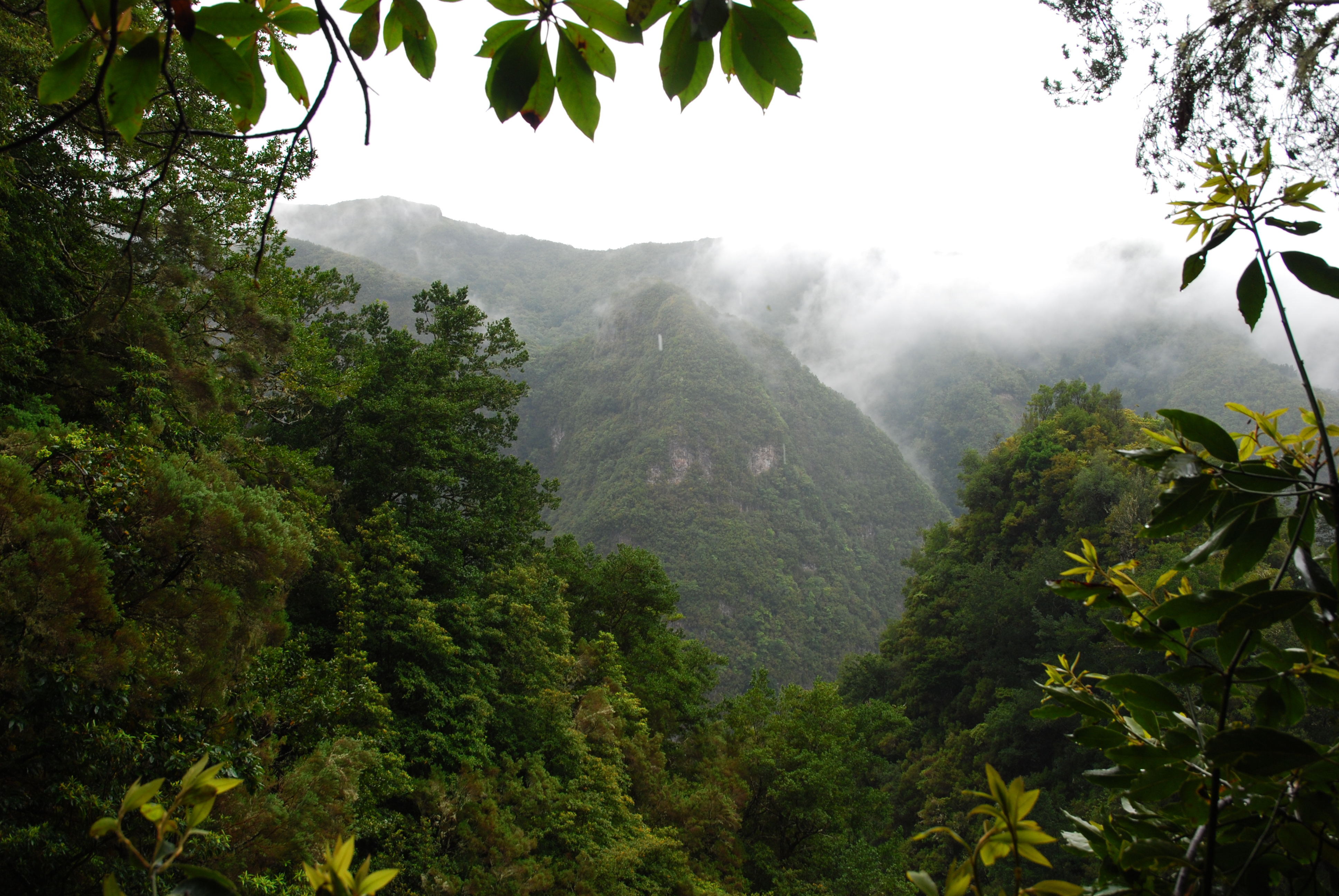
位于马德拉的照葉林

照葉林（laurilignosa）又稱副熱帶常綠闊葉林、亚热带季雨林或月桂林，是副熱帶溼潤氣候條件下的典型植被。高溫多雨，全年沒有明顯乾季的熱帶地區者，稱為雨林，是生物種類最多的地區。

## 生態

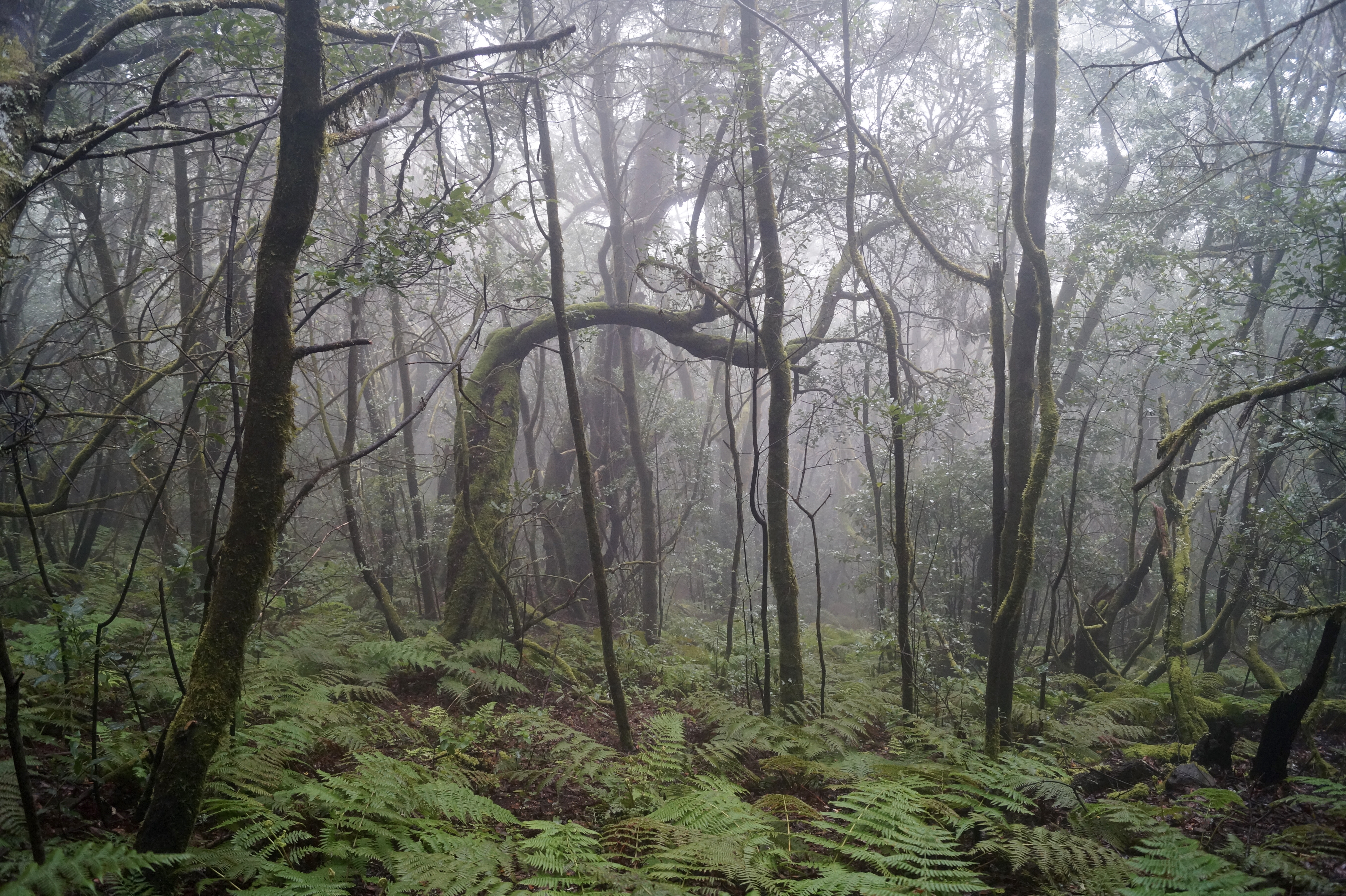
戈梅拉島潮濕的照葉林.

照葉林在暖溫帶地區呈片狀分佈，通常佔據地形庇護所，海洋中的水分在此處凝結，從而以雨或霧的形式落下，土壤濕度很高。 它們氣候溫和，很少遭受火災或霜凍，並且生長在相對酸性的土壤中。 初级生产很高，但可能會受到夏季輕微乾旱的限制。樹冠常綠，以有光澤或革質葉的物種為主，樹木多樣性中等。 昆蟲是最重要的草食動物，但鳥類和蝙蝠是主要的種子傳播者和傳粉者。 森林地面上的無脊椎動物、真菌和微生物等分解者對於養分循環至關重要。
這些溫度和濕度條件發生在四個不同的地理區域：
- 沿緯度25°至35°大洲東緣。
- 沿緯度35°至50°之間的大洲西海岸。
- 位於緯度 25° 至 35° 或 40° 之間的島嶼上。
- 位於熱帶濕潤山地地區。[3][4][5]

有些照葉林是云雾森林的一種。云雾森林存在於山坡上，從海洋吹出的溫暖潮濕氣團在地形的推動下向上沉積，從而將來自海洋的濃密水分沉澱下來，從而將氣團冷卻到露點。 空氣中的水分凝結成雨或霧，形成空氣和土壤涼爽潮濕的棲息地。 由此產生的氣候濕潤而溫和，每年的氣溫波動因靠近海洋而有所緩和。

## 環境與分布
夏季高溫多雨，冬季比較冷涼。照葉林主要分布於副熱帶的大陸東岸。在東亞地區出現於中國大陸、朝鮮半島、臺灣和日本的九州、琉球群岛，在北美洲出現於美國東南部。

## 植被特徵
照葉林是一種常綠的闊葉林，這一點與熱帶雨林相同，所以也有人稱照葉林為溫帶雨林（temperate rain forest）。但照葉林的樹木沒有熱帶雨林高大，結構層次也少得多，一般具有比較明顯的喬木、灌木、草三個層次,藤本植物和附生植物也很豐富。
照葉林主體多是樟科、殼斗科和木蘭科的一些喬木。照葉林即是以樟科月桂樹的特點而得名。因溫帶雨林雨量較少，故上述植物的葉片多覆蓋蠟質以減少水分蒸散。而蠟質即為陽光照射時反光的原因。除了常綠的闊葉樹以外，照葉林範圍內也常常出現一些喜愛暖針葉樹種組成的常綠針葉林，如馬尾松、杉松（亞洲），巨杉、紅杉林（美洲）。照葉林地區是世界人口比較稠密的地方，也是主要農業地區。